# Simón II de Kartli
Simón II (en georgiano: სიმონ II), también conocido como Svimon o Semayun Khan (nacido a principio de los años 1610 - muerto en 1630),
fue uno de los reyes del reino de Kartli, un reino del este de Georgia, que gobernó desde 1619 a 1630/1631. Fue designado en el gobierno por los persas, que en realidad, lo nombraron khan.

## Vida
Era el único hijo de Bagrat Khan. Simón había nacido en Isfahán, Persia, y fue educado en la corte safávida como un georgiano converso al Islam. (Más adelante se casó en 1626 con una dama persa hija de un general y nieta del sah Abbas I).
A la muerte de su padre en 1619, Simón, todavía en su minoría de edad, fue instalado en el trono por el sah Abbas I como khan de Kartli («Semayun Khan»). Un noble georgiano, también un converso, Giorgi Saakadze, fue nombrado como vekil (regente) y visir ante él (pero puesto que el sah no se fiaba tuvo que dejar como rehén a su hijo Paata Saakadze). Muy impopular entre sus súbditos cristianos, en realidad el "kanato" de Simón nunca se extendió más allá de la capital Tiflis y de la provincia de la Baja Kartli (Kvemo Karthli), siendo los distritos de Somkhiti y Sabaratiano ocupados por fuerzas persas.
Dos primos del rey, Bagrat II de Mukhran de 1623 a 1624 y después su hermano Teimuraz I de 1624 a 1625, fueron elegidos sucesivamente regentes de Karthli por la nobleza cristiana opuesta a la presencia musulmana.
Ante la rebelión permanente de los señores feudales georgianos, el sah Abbas envió a Georgia un ejército de sesenta mil hombres dirigido por Kartchika Khan. El 25 de marzo los georgianos (alertados por Giorgi Saakadze, que secretamente se había puesto del lado de la oposición en Kartli y la vecina Kajetia) atacaron por sorpresa a ese ejército persa en la batalla de Martqopi, al mismo tiempo que Giorgi, su hijo Avthandil y tres caballeros más, asesinaron a Kartchika, provocando la derrota persa. Simón y sus persas huyeron de Tbilisi a la fortaleza de Aghjakala en la Baja Kartli. Tras esta victoria todas las guarniciones persas de Kartli y Kajetia fueron expulsadas y los georgianos aún llegaron a Ganja, Karabaj (Siunia) y Akhaltsikhe. Paata, el hijo cautivo fue asesinado y los rebeldes cedieron el trono de Kartli al rey Teimuraz I de Kajetia, esposo de Jorasán, una hija del rey Jorge X de Kartli (que había reinado en 1599–1606) y hermana de Luarsab II de Kartli (que había gobernado de 1605 a 1615).
Abbas reunió un nuevo ejército y lo envió a Georgia bajo el mando de su propio yerno Kortxibach Isa Khan. La batalla se desarrolló el 1 de julio de 1625 en Marabda y los georgianos fueron derrotados, pero los atacantes también tuvieron pérdidas considerables. Los georgianos, refugiados en la fortaleza de Kodjori-Tabakhmela, retuvieron partes significativas de Kartli que permanecieron bajo el control de Teimuraz y Saakadze e impidieron el paso a los persas. El sah Abbas utilizó la rivalidad entre ambos líderes rebeldes y Simón II fue reinstalado como rey de Karthli en Tiflis. Siguió una guerra de guerrillas hizo mucho mal a las fuerzas del sah (sobre todo tras una batalla parcial en Ksani, donde 12000 persas fueron masacrados). En 1626 el rey Simón se enfrentó a Giorgi Saakadze y le obligó a huir a Turquía (donde morirá en 1629).
Uno de los nobles rebeldes y poderoso señor de la montaña, Zurab, éristhavi (duque) de Aragvi, que había abandonado en 1626 a Simón, hizo una alianza secreta con los insurgentes y en 1630, asesinó al khan mientras dormía.  Zurab envió la cabeza cortada de Simón a Teimuraz. Finalmente el sah tuvo que hacer concesiones y reconocer como rey de Kartli a Teimuraz.

## Familia
Simón se casó con Jahan Banu Begum, nieta del sah Abbas I por su hija Fateme Soltan Begom. Probablemente tuvieron una hija 'Izz-i-Sharif, que fue casada con el príncipe safávida Sayyid' Abdu'lláh al- Husaini al-Marashi, hijo de Mirza Muhammad Shafi.